# فوسيني دياوارا
فوسيني دياوارا (بالفرنسية: Fousseni Diawara)‏ (مواليد 28 أغسطس 1980في فرنسا) لاعب كرة قدم أجاكسيو - فرنسا يجيد اللعب في خط الدفاعلعب حاليا لصالح نادي أجاكسيو فرنسا.

## روابط خارجية
- فوسيني دياوارا على موقع قاعدة بيانات كرة القدم.إي يو (الإنجليزية)
- فوسيني دياوارا على موقع ناشيونال فوتبول تيمز (الإنجليزية)
- فوسيني دياوارا على موقع Soccerway.com (الإنجليزية)
- فوسيني دياوارا على موقع عالم كرة القدم.نت (الإنجليزية)
- فوسيني دياوارا على موقع AS.com (الإسبانية)
- فوسيني دياوارا على موقع GSA (الإنجليزية)